# Tommy Smith (Fußballspieler, 1945)
Thomas „Tommy“ Smith (* 5. April 1945 in Liverpool; † 12. April 2019 ebenda) war ein englischer Fußballspieler. Der Abwehrspieler war in den 1960er- und 1970er-Jahren Teil des damals sehr erfolgreichen FC Liverpool. Dabei zeichnete sich der zeitweilige Mannschaftskapitän in zentraler Verteidigungsposition und als Außenverteidiger vor allem durch eine große Zweikampfstärke aus.

## Sportlicher Werdegang

### FC Liverpool (1962–1978)
Tommy Smith schloss sich bereits im Alter von 15 Jahren am 19. Mai 1960 dem von Bill Shankly trainierten FC Liverpool an und kam fast drei Jahre später am 8. Mai 1963 am letzten Spieltag der Saison bei einem 5:1-Sieg gegen Birmingham City in Anfield erstmals in der Profimannschaft zum Einsatz. In der anschließenden Spielzeit absolvierte er jedoch kein Ligaspiel und konnte demnach auch zum Gewinn der Meisterschaft in dieser Saison keinen Beitrag leisten. Sein erstes Tor schoss Tommy Smith bei der 2:3-Niederlage am 29. August 1964 gegen die Blackburn Rovers im Ewood Park.
Im Jahre 1965 entwickelte sich Smith immer mehr zu einem Stammspieler des FC Liverpool und er hatte entscheidenden Anteil daran, dass der Verein erstmals in seiner Geschichte den FA Cup gewinnen konnte. Dabei hatte die Mannschaft am 1. Mai 1965 im Finale Leeds United mit 2:1 nach Verlängerung besiegen können. Entgegen der üblichen Praxis war Smith dabei von Billy Shankly das Trikot mit der Nummer 10 zugeteilt worden, das zu dieser Zeit normalerweise einem etwas zurückhängenden Stürmer vorbehalten war und möglicherweise die gegnerische Mannschaft etwas verwirrt haben könnte. Der Gewinn des englischen Ligatitels in der Spielzeit 1965/66 sollte Smith die erste von vier Meisterschaftsmedaillen bringen. Dennoch endete die Saison mit einem leicht faden Beigeschmack, da er mit seiner Mannschaft im Hampden Park das Finale des Europapokals der Pokalsieger gegen Borussia Dortmund mit 1:2 verlor. Hätte Smith diese Trophäe zu diesem Zeitpunkt gewonnen, so wäre er angesichts seiner späteren Europapokalerfolge, zu einem der wenigen Fußballspieler geworden, der alle drei großen Trophäen im europäischen Vereinsfußball erringen konnte.
Nach dem englischen Meistertitel im Jahre 1966 folgte beim FC Liverpool eine sportliche Dürrephase. Als schließlich in der Saison 1969/70 eine enttäuschende Niederlage gegen den FC Watford an der Vicarage Road hingenommen werden musste, entschied sich Shankly für einen umfangreichen Umbau und eine deutliche Verjüngung des Teams. Smith war neben Ian Callaghan, Chris Lawler und Emlyn Hughes einer der wenigen „Überlebenden“, die gemeinsam mit den aus der Reservemannschaft beförderten Alec Lindsay, Brian Hall und Ray Clemence das neue Gerüst stellten – dazu sollten noch Steve Heighway, John Toshack (und später noch Kevin Keegan) das neue Team verstärken. Smith führte die Elf fortan als Kapitän an und zog 1971 ins FA-Cup-Endspiel ein, das jedoch mit 1:2 gegen den FC Arsenal verloren ging. Zwei Jahre später nahm Smith als Mannschaftsführer seine zweite englische Meistertrophäe entgegen und erweiterte den Erfolg zu einem „Double“, nachdem der FC Liverpool nach Hin- und Rückspiel Borussia Mönchengladbach im Finale des UEFA-Pokals mit 3:2 Toren besiegt hatte.
Shankly übertrug im weiteren Verlauf vornehmlich aus disziplinarischen Gründen das Kapitänsamt auf Emlyn Hughes, da sich Smith zuvor über eine Nichtberücksichtigung beschwert hatte. Nach seiner Rückkehr wechselte Smith von der vormaligen zentralen Abwehrposition in die Rolle eines Außenverteidigers und rehabilitierte sich in der Gunst seines Trainers wieder. Dennoch war es schließlich Hughes, der am 4. Mai 1974 nach einem 3:0-Finalsieg des FC Liverpool gegen Newcastle United die FA-Cup-Trophäe aus den Händen von Prinzessin Anne erhielt. In dem Spiel selbst hatte Smith zuvor das dritte Tor von Kevin Keegan vorbereitet.
Mit den emporstrebenden jungen Talenten Phil Thompson und Phil Neal als neuen Alternativen in der Abwehr absolvierte Smith fortan etwas weniger Spiele, obwohl sein Beitrag zum Gewinn einer erneuten englischen Meisterschaft und einem weiteren UEFA-Pokal-Titel im Jahre 1976 verhältnismäßig groß blieb – in der Meisterschaft kam er auf 24 Einsätze und er agierte in beiden UEFA-Pokal-Finalspielen auf der linken Abwehrseite. Smith kündigte daraufhin an, dass die Saison 1976/77 seine letzte Spielzeit beim FC Liverpool sein sollte. Er fand sich über weite Strecken der Saison 1977/78 auf der Ersatzbank wieder, konnte aber nach einer Verletzung von Phil Thompson während eines 1:0-Sieg gegen Newcastle United im März 1977 in die Mannschaft zurückkehren, die dann auch wieder englischer Meister wurde. Die Niederlage gegen Manchester United im FA-Cup-Endspiel sorgte dafür, dass Smith die Möglichkeit zu einem „Triple“ genommen wurde, zumal nur wenige Tage später im Rom der Triumph im Europapokal der Landesmeister folgen sollte. Im Finale stand Smith mit seinem Team erneut Borussia Mönchengladbach gegenüber und Smith markierte mit einem Kopfballtor den 2:1-Führungstreffer – am Ende gewann der FC Liverpool mit 3:1.
Zwei Tage nach dem Sieg in Rom kam Smith in Anfield zu seinem „Testimonial Match“, wo er in einer Art „persönlichem Benefizspiel“ für seine langjährigen Dienste im Verein geehrt wurde. Vor 35.694 Zuschauern endete die Partie gegen eine von Bobby Charlton zusammengestellte Elf mit 9:9. Vor allem wegen der zuletzt positiven Eindrücke verschob Smith danach seinen bereits angekündigten Rücktritt beim FC Liverpool und verlängerte sein Engagement um ein weiteres Jahr. Durch eine bei einem Gartenunfall erlittenen Fußverletzung im April 1978 musste er jedoch die Spielzeit vorzeitig beenden und verpasste dadurch die erfolgreiche Titelverteidigung des europäischen Landesmeisterpokals im Jahre 1978.

### Swansea City (1978–1979)
Nach insgesamt 638 Pflichtspieleinsätzen für den FC Liverpool wechselte Smith – nach einem kurzen Zwischenstopp in der NASL bei den Los Angeles Aztecs – zum walisischen Verein Swansea City. In seiner letzten Saison als aktiver Fußballspieler führte er das von seinem ehemaligen Mannschaftskameraden John Toshack trainierte Team zum Aufstieg in die Third Division. Ein Jahr nach seiner Ernennung zum Master of the British Empire trat Smith endgültig zurück. Beachtenswert blieb, dass ihm trotz seiner langen Zugehörigkeit zu einem europaweit erfolgreichen Liverpool-Team eine Karriere als englischer Nationalspieler vorenthalten blieb. Nach Einsätzen in Jugendauswahlen und der U-23-Mannschaft blieb 1971 sein erstes Länderspiel gegen Wales im Wembley-Stadion anlässlich der British Home Championship auch sein letztes.

## Nach dem aktiven Fußball und Rückbetrachtung
Obwohl Smith beim FC Liverpool kurzzeitig als Jugendtrainer arbeitete, zog er sich nach seiner aktiven Laufbahn weitestgehend aus dem Fußballgeschäft zurück. Durch seine Zurückhaltung verstärkte er in der eigenen Anhängerschaft einen gewissen Legendenstatus, der vor allem dann zutage tritt, wenn über die ehemaligen „harten Männer“ im englischen Fußballsport referiert wird. Der während seiner Karriere als „Anfield Iron“ bezeichnete Smith galt dabei nicht nur als harter Zweikämpfer, sondern lieferte sich zudem auch auf dem Platz häufig verbale Duelle mit dem Gegner und dem Schiedsrichter. Vor allem unter Weggefährten, die ebenfalls als sehr körperbetont spielend galten, – darunter Jack Charlton, Norman Hunter und Ron Harris – erhielt der langjährige Liverpool-Abwehrspieler große Respekterweisungen.
Smith besaß zeitweise in Wigan eine Gaststätte mit dem Namen „The Smithy“. Gesundheitlich hatte er seiner Spielweise Tribut zu zollen und eine Hüftoperation und zunehmende Arthritis waren nur einige der zunehmenden Probleme, mit denen Smith später zu kämpfen hatte. Er lebte danach zurückgezogen in der Umgebung von Crosby und besuchte regelmäßig die Spiele des FC Liverpool. In einer jüngst veröffentlichten Umfrage zu den besten Liverpool-Spielern aller Zeiten („100 Players Who Shook The Kop“) belegte Smith den 25. Platz. Am 6. Juni 2007 erlitt Smith einen Herzinfarkt und musste sich einer Bypass-Operation unterziehen.
Er erkrankte an Alzheimer und lebte seitdem in einem Pflegeheim, bevor sich sein Zustand Anfang des Jahres 2019 verschlechterte. Tommy Smith starb am 12. April 2019 mit 74 Jahren in seiner Heimatstadt Liverpool. Er hinterließ einen Sohn und eine Tochter.

## Erfolge
- Europapokalsieger der Landesmeister: 1977
- UEFA-Pokal-Sieger: 1973, 1976
- UEFA-Super-Cup-Gewinner: 1977
- Englischer Meister: 1966, 1973, 1976, 1977
- FA-Cup-Gewinner: 1965, 1974
- Charity-Shield-Gewinner: 1965 (geteilt), 1966, 1974